# Ingressionsküste

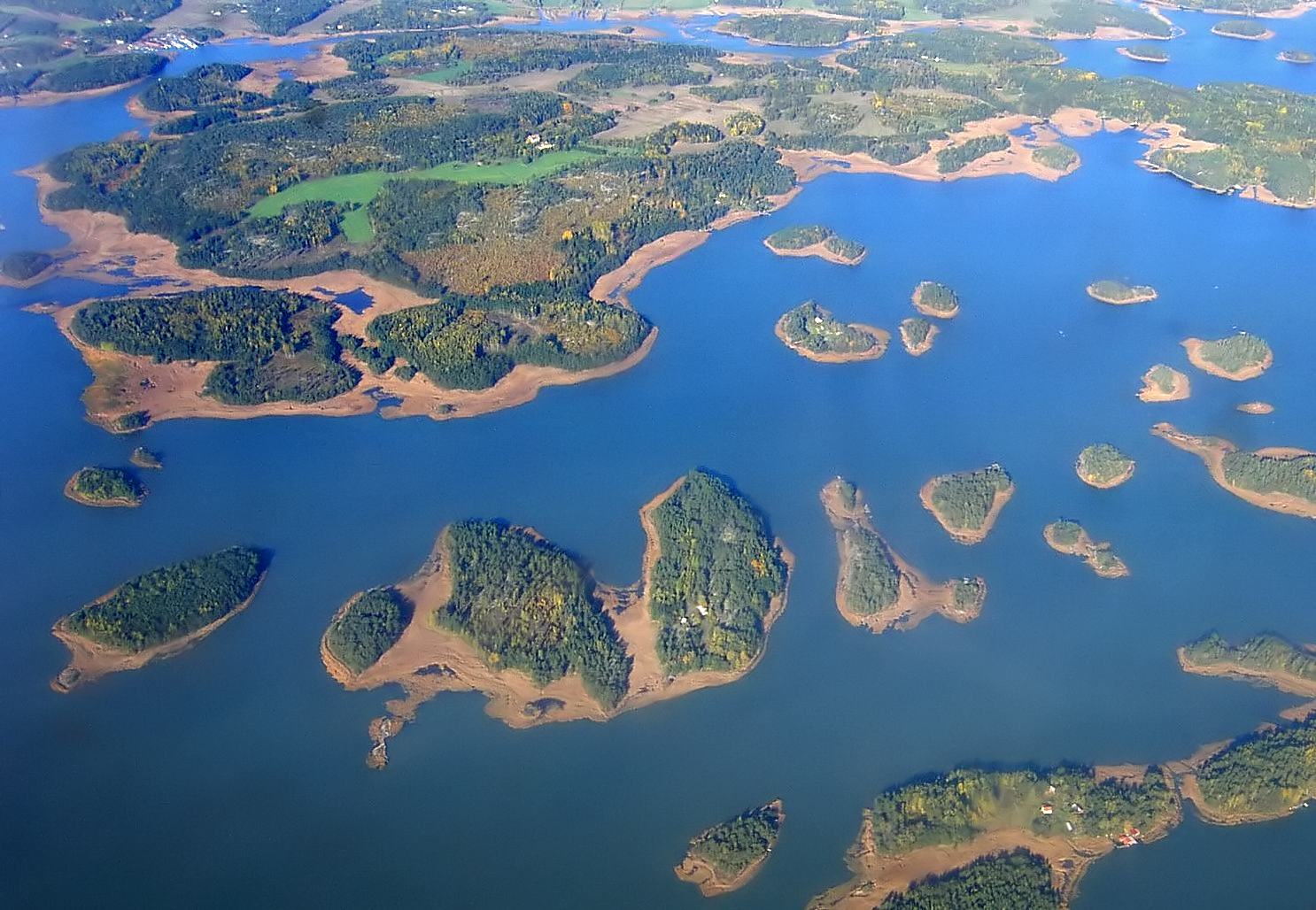
Ingressionsküste, Schärenmeer vor Naantali (Finnland)

Ingressionsküste, auch Senkungsküste, ist die Bezeichnung für eine meist flachgründige Küste, die durch das Eindringen des Meeres infolge von Krustenbewegungen oder eines Anstiegs des Meeresspiegels entsteht.
Geprägt sind diese Küsten durch ein subaerisch geschaffenes Relief, das bisher wenig Umformung durch litorale (Gezeiten-)Prozesse erfuhr, da der während der letzten Kaltzeit um mehr als 100 Meter abgesunkene Meeresspiegel erst vor etwa 6.000 Jahren sein heutiges Niveau erreicht hat.
Nach der geomorphologischen Ausprägung der überfluteten Landform – z. B. glazial oder fluvial geformtes Relief – entstanden unterschiedliche Typen von Ingressionsküsten, z. B. Rias, Schären- und Fjärdküsten sowie Förden- und Boddenküsten.